# Albrecht Kusserow
Albrecht Kusserow (* 23. Oktober 1909 in Königsberg; † 18. April 1991 in Ahrensburg) war ein deutscher Landrat.

## Leben
Albrecht Kusserow machte am Staatlichen Wilhelmsgymnasium in Königsberg im Jahre 1928 das Abitur und studierte in Königsberg, Freiburg und München Rechtswissenschaften. Er trat zum 1. Dezember 1929 in die NSDAP (Mitgliedsnummer 165.039) und im Januar 1930 in die SS ein (SS-Nummer 1.993). Hier war er zuletzt SS-Hauptsturmführer. Am 21. Dezember 1931 zum Gerichtsreferendar beim Oberlandesgericht Königsberg ernannt, wechselte Kusserow in die Verwaltung und wurde am 15. September 1933 Referendar bei der Regierung Königsberg. 
Am 26. März 1936 als Regierungsassessor dem Landratsamt Hameln überwiesen, kam am 1. April 1937 die Überweisung an das Oberpräsidium Münster. Als Regierungsrat wechselte er am 23. Juni 1938 zur aushilfsweisen Beschäftigung beim Stellvertreter des Führers. Von August 1939 bis Januar 1941 leistete Kusserow Wehrdienst und wurde im April 1941 Oberregierungsrat. Am 26. Januar 1943 zunächst vertretungsweise, wurde er später mit der kommissarischen Verwaltung des Landratsamtes Minden beauftragt. Gleichzeitig war er Leiter der SD-Außenstelle Minden. Am 1. August 1943 kam die Einberufung zur Wehrmacht. Auf Drängen der NSDAP-Gauleitung wurde die definitive Ernennung zum Landrat des Kreises Minden zunächst zurückgestellt und später aufgehoben. Kusserow geriet in amerikanische Kriegsgefangenschaft und war bis Februar 1948 interniert. Danach war er zunächst in der Privatwirtschaft tätig, bevor er am 16. Januar 1953 Vertreter der Interessen des Ausgleichsfonds in den Kreisen Bielefeld und Halle wurde. 1955 zunächst als Angestellter bei der Bezirksregierung Detmold beschäftigt, wurde er hier am 20. Mai 1958 Regierungsrat und am 1. Juli 1970 Regierungsdirektor. Zum 31. Oktober 1974 ging Kusserow in den Ruhestand.